# Atractus duidensis
Espèce
Statut de conservation UICN

 LC  : Préoccupation mineure
Atractus duidensis  est une espèce de serpents de la famille des Dipsadidae.

## Répartition
Cette espèce est endémique de l'État d'Amazonas au Venezuela. Elle se rencontre sur le Cerro Duida.

## Étymologie
Son nom d'espèce, composé de duid[a] et du suffixe latin -ensis, « qui vit dans, qui habite », lui a été donné en référence au lieu de sa découverte.

## Publication originale
- Roze, 1961 : El genero Atractus (Serpentes: Colubridae) en Venezuela. Acta Biologica Venezuelica, vol. 3, no 7, p. 103-119.